# مرتضى كاتوزيان
مرتضى كاتوزيان (بالإنجليزية"Morteza Katouzian") (بالفارسية: "مرتضی کاتوزیان") (ولد في 3 يوليو 1943)، رسام واقعي إيراني.
ولد مرتضى لعائلة متوسطة محبة للفنون، وقد كان شغوفًا بالرسم منذ الطفولة ومضى كامل وقته في تعلم الرسم ذاتيًا. منذ عام 1960، بدأت لوحاته وتصميماته تأخذ شكلًا احترافيًا، فبدأ يصمم العديد من الملصقات والشعارات وأغلفة الكتب والنشرات.